# Tunnel de Pré-Saint-Didier
Le tunnel de Pré-Saint-Didier est un tunnel bitube monodirectionnel à double voie emprunté par l'autoroute A5, à hauteur de la commune de Pré-Saint-Didier, dans la région autonome de la Vallée d'Aoste, en Italie.

## Histoire
Sur le tronçon de 8 km entre Courmayeur et Morgex (composé notamment des tunnels de Pré-Saint-Didier et de Morgex), la chaussée sud est ouverte à la circulation le 1er juillet 2001, tandis que la chaussée nord est ouverte à la circulation le 13 août 2002.